# Claude Debussy
Achille Claude Debussy (født 22. august 1862 i Saint-Germain-en-Laye, Frankrig, død 25. marts 1918 i Paris) var en fransk komponist. Han anses for at være en af de første repræsentanter for impressionismen, selvom han ikke selv ønskede at forbinde sin musik med denne betegnelse. Debussys værker udgør et bindeled mellem romantikken og modernismen, og han var blandt de mest indflydelsesrige komponister i slutningen af det 19. og begyndelsen af det 20. århundrede.
Trods sin opvækst i en fattig familie uden større kulturelt engagement viste Debussy tidligt et bemærkelsesværdigt musikalsk talent. Som 10-årig blev han optaget på Frankrigs førende musikskole, Conservatoire de Paris. Her begyndte han at studere klaver, men til sine konservative læreres frustration blev han efterhånden mere interesseret i eksperimentel komposition. Debussy brugte mange år på at udvikle sin unikke musikalske stil og opnåede først international berømmelse som næsten 40-årig med sin eneste opera, Pelléas et Mélisande (1902).
Blandt Debussys orkesterværker er Prélude à l'après-midi d'un faune (1894), Nocturnes (1897-1899) og Images (1905-1912). Hans musik blev i høj grad skabt som en reaktion mod Richard Wagners indflydelse og den tyske musiktradition. Han anså den klassiske symfoni som forældet og forsøgte at skabe et alternativ med sine "symfoniske skitser", blandt andet La mer (1903-1905). Debussy skrev også betydelige værker for klaver, herunder 24 præludier og 12 etuder. Igennem hele sin karriere komponerede han sange baseret på digte, heriblandt sine egne, ofte inspireret af symbolismen i slutningen af det 19. århundrede. Kun få af hans værker, som den tidlige La Damoiselle élue (1887-1888) og det sene Le Martyre de saint Sébastien (1911), inkluderer kor. I sine sidste leveår fokuserede Debussy på kammermusik og færdiggjorde tre ud af seks planlagte sonater for forskellige instrumentkombinationer.
Debussys musikalske stil, der var præget af inspiration fra russisk og fjernøstlig musik, blev ofte kritiseret og forsøgt modarbejdet af samtidens etablerede musikelite. Alligevel har hans værker inspireret mange senere komponister som Béla Bartók, Olivier Messiaen, George Benjamin og Bill Evans. Efter en karriere på lidt over 30 år døde Debussy som 55-årig af tyktarmskræft i sit hjem i Paris.

## Biografi

### Tidlige liv
Claude Debussy blev født den 22. august 1862 i Saint-Germain-en-Laye, Seine-et-Oise, som den ældste af fem søskende. Han var søn af Manuel-Achille og Victorine Debussy. Manuel-Achille ejede en porcelænsforretning, mens Victorine arbejdede som syerske. Forretningen klarede sig dog ikke godt og lukkede i 1864, hvorefter familien flyttede til Paris. De boede først hos Victorines mor i Clichy, men fra 1868 fik de deres egen lejlighed i Rue Saint-Honoré. Manuel-Achille fik arbejde på et trykkeri.
Under den preussiske belejring af Paris i 1870 flygtede Debussys gravide mor med ham og hans lillesøster til en faster i Cannes, hvor de boede det følgende år. I Cannes fik den 7-årige Debussy sine første klavertimer, finansieret af sin faster. Hans underviser var den italienske musiker Jean Cerutti. I mellemtiden blev Manuel-Achille i Paris og sluttede sig til kommunarderne. Efter Pariserkommunens nederlag til de franske regeringstropper i 1871 blev han idømt fire års fængsel, men afsonede kun et år. I fængslet mødte han musikeren Charles de Sivry, hvis mor, Antoinette Mauté de Fleurville, var pianist. På Sivrys anbefaling blev hun Debussys klaverlærer.
Debussy viste hurtigt musikalsk talent og blev som 10-årig optaget på Conservatoire de Paris i 1872, hvor han studerede musik i de næste 11 år. Han modtog undervisning i klaverspil af Antoine François Marmontel, solfège af Albert Lavignac, komposition af Ernest Guiraud, harmonilære af Émile Durand og orgelspil af César Franck. Hans udddannelse omfattede også musikhistorie og -teori under Louis-Albert Bourgault-Ducoudray, selvom det er uklart, om Debussy, som oftede pjækkede, deltog i disse lektioner.
Debussy klarede sig i begyndelsen godt på konservatoriet. Marmontel beskrev ham som "et charmerende barn, som virkelig er kunstnerisk begavet. Vi kan forvente os meget af ham." Durand var dog mindre imponeret og mente, at Debussy kunne have været en fremragende elev, hvis han havde været mere pålidelig og mindre doven. Et år senere kaldte Durand ham "fortvivlende sløset." I juli 1874 opnåede Debussy en fjerdeplads for sin opførelse af andensatsen fra Frédéric Chopins klaverkoncert nr. 2 (1830) ved konservatoriets årlige konkurrence. Han var særligt dygtig til prima vista og kunne have haft en karriere som pianist, hvis han havde været mere flittig med sine studier. Ved konkurrencen i 1875 fik han en tredjeplads, og i 1877 opnåede han en andenplads, men han fejlede ved konkurrencerne i 1878 og 1879, hvilket gjorde, at han ikke kunne fortsætte på klaverlinjen. Han fortsatte dog med at studere harmonilære, solfège og komposition.
Med hjælp fra Marmontel blev Debussy i 1879 ansat som huspianist på Château de Chenonceau for sommersæsonen. Her blev han hurtigt tiltrukket af luksuslivet. Hans første kompositioner stammer fra denne periode, hvor han satte musik til Alfred de Mussets digte Ballade à la lune og Madrid (1829). Året efter blev han ansat som huspianist hos Nadesjda von Meck, mæcen for Pjotr Tjajkovskij. Han ferierede med von Meck-familien i somrene 1880-1882, hvor de opholdt sig forskellige steder i Frankrig, Schweiz, Italien og Rusland. I denne periode komponerede Debussy sin klavertrio til von Mecks husensemble og arrangerede tre af dansene fra Tjajkovskijs Svanesøen (1877) for klaver.

### Prix de Rome (1884)
I slutningen af 1880 blev Debussy ansat som akkompagnatør ved Marie Moreau-Saintis sanglektioner, samtidig med at han fortsatte sine studier på konservatoriet. Han bestred denne post i fire år. Blandt Moreau-Saintis elever var Marie Vasnier, som Debussy blev forelsket i. Hun inspirerede ham til at komponere, og under deres syv år lange forhold dedikerede han 37 sange til hende. Hun var gift med den fremtrædende embedsmand Henri Vasnier, der var betydeligt ældre end hende. Marie blev både Debussys elskerinde og muse. Det er uklart, om Henri Vasnier var bevidst om affæren eller accepterede den, men han og Debussy forblev nære venner, og Vasnier opmuntrede den unge musiker til at forfølge en karriere som komponist.
På konservatoriet blev Debussy i stigende grad en kilde til frustration for sine lærere. Særligt hans kompositionslærer, Guiraud, kritiserede Debussys modvilje mod at følge datidens strenge kompositionsregler. Trods dette vandt Debussy i 1884 Frankrigs mest prestigefyldte musikpris, Prix de Rome, for sin kantate L'enfant prodigue. Prisen inkluderede et ophold ved Det Franske Akademi i Rom, Villa Medici, hvor vinderne kunne udvikle deres kunstneriske færdigheder. Debussy boede på Villa Medici fra januar 1885 til marts 1887, men afbrød opholdet flere gange for at vende hjem til Frankrig og besøge Marie Vasnier.
Debussy fandt atmosfæren på Villa Medici kvælende. Han beskrev selskabet som provinsielt, maden som elendig og levestandarden som "rædselsfuld." Han var heller ikke begejstret for italiensk opera. Komponister som Gaetano Donizetti og Giuseppe Verdi tiltalte ham ikke. Derimod blev han mere fascineret af renæssancekomponisterne Giovanni da Palestrina og Orlando di Lasso, hvis musik han hørte i Santa Maria dell'Anima: "Den eneste kirkemusik, jeg kan acceptere [er Palestrinas og Lassos.]" Debussy blev ofte deprimeret og havde svært ved at komponere, men blev inspireret af Franz Liszt, der besøgte Villa Medici og spillede for de studerende. I juni 1885 skrev Debussy om sin trang til at at gå sin egen musikalske vej: "Jeg er sikker på, at akademiet vil misbillige [mine kompositioner], da det ser sin egen vej som den eneste rigtige. Men jeg kan ikke gøre for det! Jeg elsker min frihed og mine egne idéer for meget!"
Debussy færdiggjorde fire kompositioner i Rom, som han indsendte til akademiet: Den symfoniske ode Zuleima, baseret på en tekst af Heinrich Heine; orkesterværket Printemps; kantaten La Damoiselle élue, som viser stilistiske træk, der peger mod hans senere værker; og klaver- og orkesterværket Fantaisie, stærkt inspireret af César Francks musik, som Debussy senere trak tilbage. Akademiet kritiserede hans musik for at være "bizar, uforståelig og uopførelig." Selvom Debussy viste tegn på inspiration fra Jules Massenet, udtalte Massenet selv: "Han [Debussy] er en gåde." Under sit ophold i Rom komponerede Debussy, udover de krævede skoleværker, også størstedelen af sin sangcyklus, Ariettes oubliées, baseret på digte af Paul Verlaine. Cyklussen gjorde et beskedent indtryk ved sin første udgivelse, men blev genudgivet med stor succes i 1903, efter Debussys internationale gennembrud.

### Hjemkost til Paris (1887)
En uge efter sin hjemkomst til Paris i 1887 hørte Debussy første akt af Wagners Tristan und Isolde (1856-1859) med Concerts Lamoureux. Han udtalte senere, at det "uden tvivl [er] den fineste musik, jeg har hørt." I 1888 og 1889 besøgte han den årlige Wagner-festival i Bayreuth i Tyskland. Han blev positivt påvirket af Wagners sanselighed, formsprog og harmonier. Debussy blev kortvarigt inspireret af Wagner, men i modsætning til andre franske komponister konkluderede han, at det var formålsløst at kopiere Wagners stil. Han beskrev senere Wagner som "en smuk solnedgang, der blev tolket som et daggry."
Ved Verdensudstillingen i Paris 1889 hørte Debussy for første gang javanesisk gamelanmusik. Gamelanmusikkens skalaer, melodier og rytmer rørte ham dybt og kom til udtryk i "Pagodes"-satsen fra hans klaversuite Estampes (1903). Han overværede også to koncerter af Nikolaj Rimskij-Korsakov, dirigeret af komponisten selv. Rimskij-Korsakovs harmoniske frihed og slaviske farvesprog kom med tiden til at at påvirke Debussys egen musikalske stil.
Kort efter sin hjemkomst fra Rom slog Marie Vasnier op med Debussy. De forblev dog gode venner, og i 1890 dedikerede han sangen Mandoline til hende. Samme år mødte Debussy Erik Satie, som delte hans interesse for eksperimentel komposition. Begge var fattige bohemer og frekventerede det samme cafémiljø i Paris. I 1890 indledte Debussy et forhold til Gabrielle Dupont, en skrædderdatter fra Lisieux. I juli 1893 flyttede de sammen.
Debussy fortsatte med at komponere, men hans musik blev ofte dårligt modtaget og sjældent opført. Hans kolleger anerkendte dog hans potentiale, og i 1893 blev han optaget i Sociéte Nationale de Musique. Samme år blev hans strygekvartet uropført af Ysaÿe-kvartetten i Société Nationale de Musiques lokaler. I maj 1893 overværede Debussy premieren på Maurice Maeterlincks teaterstykke Pelléas et Mélisande, hvilket fik afgørende betydning for hans senere karriere. Debussy besluttede sig for at omarbejde stykket til en opera, og i november samme år rejste han til Maeterlinkcs hjem i Gent, Belgien, for at få dramatikerens godkendelse til en omarbejdelse.

### Pelléas et Mélisande(1894-1902)
I februar 1894 færdiggjorde Debussy første akt af sin operaudgave af Pelléas et Mélisande, og resten af året arbejdede han primært på at færdiggøre værket. Mens han stadig levede sammen med Gabrielle Dupont, indledte Debussy en affære med sangerinden Thérèse Roger. I 1894 annoncerede han deres forlovelse, hvilket blev bredt fordømt. Anonyme breve, der kritiserede Debussys behandling af begge kvinder og omtalte hans økonomiske uansvarlighed, cirkulerede i Paris' musikmiljø. Selvom forlovelsen blev afbrudt, mistede Debussy flere venner, heriblandt Ernest Chausson, der tidligere havde været en af hans største støtter.
Samtidig tog Debussys karriere et stort skridt fremad, da hans tonedigt Prélude à l'après-midi d'un faune, baseret på Stéphane Mallarmés digt, blev uropført i december 1894 i Société Nationale de Musiques lokaler. I det følgende år færdiggjorde han Pelléas et Mélisande og begyndte forhandlingerne om dets opsætning. I maj 1898 mødtes han med André Messager og Albert Carré, som var henholdsvis musik- og teaterdirektør ved Opéra-Comique i Paris, om opsætningen af operaen.
Debussy forlod samme år Gabrielle Dupont til fordel for hendes veninde, Marie-Rosalie Texier, som han giftede sig med i oktober 1898 efter at have truet med selvmord, hvis hun afviste ham. Texier var kærlig, praktisk og ligefrem, og Debussys venner satte stor pris på hendes selskab. Debussy selv blev dog hurtigt frustreret over hendes begrænsede intellekt og manglende forståelse for musik, og parret blev derfor skilt efter fem års ægteskab.
Omkring år 1900 blev Debussy en central figur i en løs kreds af unge, eksperimenterende kunstnere, digtere, og musikere, som kaldte sig Les Apaches ("Bøllerne"). Gruppen bestod af kreative individer, der betragtede sig selv som "kunstneriske outsiders." Medlemskabet i gruppen var flydende og inkluderede skikkelser som Maurice Ravel, Ricardo Viñes, Igor Stravinskij og Manuel de Falla. Samme år blev to af Debussys tre satser i hans orkestrale Nocturnes opført. Selvom de ikke gjorde stort indtryk på offentligheden, blev de vel modtaget af andre musikere, herunder Paul Dukas, Alfred Bruneau og Pierre de Bréville. Hele værket blev uropført året efter.
Som mange af samtidens komponister supplerede Debussy sin indkomst ved at undervise og skrive. I 1901 udgav han musikanmeldelser under pseudonymet "Monsieur Croche" i tidsskriftet La Revue Blanche. I sine anmeldelser udtrykte han skarp kritik af komponister ("Jeg hader sentimentalitet. Hans navn er Camille Saint-Saëns"), institutioner ("En fremmed ville forveksle [Pariseroperaens ydre] med en banegård og dets indre med en tyrkisk badstue"), dirigenter ("[Arthur] Nikisch er så enestående en virtuos, at hans virtuositet helt får ham til at glemme alt om god smag"), musikpolitik ("Englænderne er faktisk af den opfattelse, at en musiker kan finde ud af at bestyre et operahus!"), og publikummer ("Deres næsten bedøvede ansigter udtrykte kedsomhed, ligegyldighed og endda stupiditet.") Debussy samlede senere sine anmeldelser til en udgivelse, men de blev først udgivet efter hans død under titlen Monsieur Croche, Antidilettante (1921).
I januar 1902 begyndte det tre måneder lange prøveforløb for Pelléas et Mélisande på Opéra-Comique. Debussy deltog i alle de daglige prøver. I februar opstod der en uenighed mellem Maeterlinck, som ønskede at se sin elskerinde, Georgette Leblanc, som Mélisande, og Debussy, Messager og Carré, som foretrak den skotske sopran Mary Garden til rollen. Maeterlinck blev rasende, da operahuset valgte Garden. Operaen fik premiere den 30. april 1902. På premiereaftenen var publikummet delt mellem beundrere og skeptikere, men stykket blev hurtigt en succes og gjorde Debussy berømt både i Frankrig og internationalt. The Times beskrev det som at have "fremprovokeret større debat end noget andet musikalsk værk i nyere tid, måske med undtagelse af Richard Strauss' [værker]." Les Apaches, anført af Ravel, som efter sigende så alle 14 opførelser af værket, var særligt højlydte i deres støtte, mens konservatoriet forgæves forsøgte at forhindre dets studerende i at se det. Sangpartituret blev udgivet i maj samme år, mens det fulde partitur blev udgivet i 1904.

### 1903-1918
I 1903 blev Debussy offentligt anerkendt, da han blev udnævnt til ridder af Æreslegionen. Hans sociale status led dog et knæk det følgende år, da hans privatliv blev genstand for en ny skandale. Blandt hans elever var Raoul Bardac, søn of Emma Bardac, som var gift med den parisiske bankier Sigismond Bardac. Raoul introducerede sin lærer for sin mor, og Debussy forelskede sig straks i hende. Emma Bardac var sofistikeret, et fremragende konversationstalent og en dygtig sangerinde. Hun tog øjensynligt let på ægteskabelig troskab, for blot få år tidligere havde hun haft en affære med Gabriel Fauré. Efter at have sendt Marie-Rosalie hjem til sine forældre i Villeneuve-la-Guyard den 15. juli 1904, rejste Debussy og Emma først til den britiske ø Jersey og siden til Pourville i Normandiet. Den 11. august skrev Debussy til sin hustru fra Dieppe, at han ønskede skilsmisse, men udlod at nævne sin elskerinde. Ved sin tilbagevenden til Paris flyttede han til en ny bolig i et andet arrondissement. Den 14. oktober, få dage før deres bryllupsdag, forsøgte Marie-Rosalie at begå selvmord ved at skyde sig selv i brystet med en revolver. Hun overlevede, men kuglen blev siddende i en ryghvirvel resten af hendes liv. Skandalen fik Emma Bardacs familie til at vende hende ryggen, og Debussy mistede mange nære venner, herunder Dukas og Messager. Hans allerede anstrengte forhold til Ravel blev yderligere forværret, da Ravel sammen med Debussys tidligere venner oprettede en støttefond til den efterladte Marie-Rosalie.
Bardac-ægteparret blev skilt i maj 1905. Debussy og Emma, som nu var gravid, fandt efterhånden stemningen i Paris så fjendtlig, at de rejste til Storbritannien. De boede på Grand Hotel i Eastbourne i juli og august, hvor Debussy færdiggjorde sine symfoniske skitser La mer. Den 2. august fejrede de Debussys skilsmisse. Efter et kort ophold i London vendte parret i september tilbage til Paris. De købte et palæ på Avenue du Bois de Boulogne, i dag Avenue Foch, som forblev Debussys hjem resten af hans liv.
I oktober 1905 blev La mer, Debussys største orkesterværk, uropført i Paris af Orchestre Lamoureux under ledelse af Camille Chevillard. Værket blev mødt med blandede anmeldelser. Nogle roste det, mens Pierre Lalo, musikanmelder ved tidsskriftet Le Temps og hidtil en af Debussys største beundrere, skrev: "Jeg kan hverken høre, se eller lugte havet." Samme måned blev Debussys eneste barn født. Claude-Emma, kaldet "Chouchou", blev en musikalsk inspirationskilde for Debussy, som dedikerede Children's Corner (1906-1908) til hende. Hun døde af difteriepidemien i 1919 og overlevede dermed sin far med knap et år. Selvom Mary Garden har udtalt, at "Debussy aldrig elskede andre end sig selv eller sin musik, men var for opslugt af sin egen genialitet," mener de fleste af hans biografer dog, at han – til trods for de problematiske forhold til venner og elskere – var dybt hengiven overfor sin datter.
Debussy og Emma Bardac blev omsider gift i 1908, men deres forhold fortsatte med at være problematisk resten af hans liv. Det følgende år begyndte godt, da Debussy på Faurés anbefaling blev medlem af konservatoriets bestyrelse. Han opnåede succes i London, da han i april 1909 dirigerede Prélude à l'après-midi d'un faune og Nocturnes i Queen's Hall. I maj overværede han London-premieren på Pelléas et Mélisande i Covent Garden. Samme år blev Debussy diagnosticeret med tyktarmskræft, som han døde af ni år senere.
Debussys værker begyndte i stigende grad at blive opført i udlandet. I 1910 dirigerede Gustav Mahler Nocturnes og Prélude à l'après-midi d'un faune i New York City i USA. Samme år udtalte Debussy på en rejse til Budapest, Ungarn, at hans værker var mere kendte her end hjemme i Paris. I 1912 bestilte Sergej Djagilev musik til sin nye ballet Jeux. Sammen med de tre Images, der blev uropført året efter, blev balletmusikken Debussys sidste orkesterværk. Jeux' premiere faldt dog uheldigt. To uger efter premieren i maj 1913 fik Stravinskijs Le Sacre du printemps premiere – en sensationel begivenhed, der optog al debat i musikmiljøet og fuldstændigt satte Jeux samt Faurés nye opera Pénélope ud på et sidespor.
I 1915 gennemgik Debussy en af verdenshistoriens første kolostomioperationer. Resultatet var begrænset og medførte store smerter. Han udtalte: "Der er morgener, hvor det at tage tøj på føles som et af Herakles' tolv arbejder." I denne periode blev Debussy kraftigt kritiseret af Camille Saint-Saëns, som i et brev til Fauré fordømte Debussys En blanc et noir (1915): "Det er utroligt. Døren til Institut [de France] må for alt i verden forblive låst for en mand, som er i stand til at begå sådanne [musikalske] grusomheder." Saint-Saëns selv havde været medlem af instituttet siden 1881. Debussy blev aldrig optaget. Hans helbred fortsatte med at forværres, og den 14. september 1917 gav han sin sidste koncert med premieren på sin violinsonate. I 1918 blev han sengeliggende.
Debussy døde den 25. marts 1918 i sit hjem. På det tidspunkt rasede 1. verdenskrig stadig, og Paris blev ramt af tyske luft- og artilleriangreb. Den militære situation gjorde det umuligt at arrangere en offentlig begravelse. Begravelsestoptoget bevægede sig gennem de tomme gader til Père Lachaise, mens tyske bomber faldt over byen. I overensstemmelse med Debussys ønske om at hvile "blandt træerne og fuglene," blev han det følgende år genbegravet på den lille, afsondrede Cimetière de Passy ved Trocadéro. Hans hustru og datter ligger begravet ved siden af ham.

## Stil
Debussy er blevet betegnet som "impressionist" og hans musik som "impressionistisk," selvom gyldigheden af denne betegnelse er blevet heftig debatteret både i hans egen samtid og efterfølgende. "Impressionisme" blev oprindeligt brugt til at beskrive en specifik strømning inden for fransk malerkunst i det sene 19. århundrede. Malere som Claude Monet, Camille Pissarro og Pierre-Auguste Renoir fokuserede på lysets flygtige indvirkning på motiver, der ikke blev præsenteret i detaljer eller med stor klarhed. Begrebet blev overført til Debussy og andre musikere, som var optagede af musikalske landskaber og naturfænomener og fandt inspiration i de lysindtryk, der også var centrale for de impressionistiske malere.
Debussy havde en stor beundring for malere som J.M.W. Turner og fandt også inspiration i James Whistler. Med sidstnævnte i tankerne beskrev han i 1894 i et brev til violinisten Eugène Ysaÿe sit orkesterværk Nocturnes som "et eksperiment, der forsøger at undersøge forskellige kombinationer af den samme farve. Som en maler ville udføre et studium af farven grå."
Debussy var kritisk over for betegnelsen "impressionistisk" i forbindelse med sin musik, men udtrykket har klæbet sig til ham siden konservatoriet kritisk omtalte hans tidlige værk Printemps således. Selvom Debussy sagde, at dem der brugte termen – om musikere såvel som om malere – var "imbecile," har senere musikforskere haft en mere nuanceret tilgang til begrebet. Musikolog Richard Langham Smith har påpeget, at Debussy skrev mange klaverværker med naturtemaer, som Reflets dans l'eau (1905), Les Sons et les parfums tournent dans l'air du soir (1910) og Brouillards (1913), og sammenligner disse værker med den impressionistiske malers hurtige penselstrøg. Edward Lockspeiser har kaldt La mer "det største eksempel på et orkestralt impressionistisk værk," og senest har musikolog Nigel Simeone i The Cambridge Companion to Debussy (2007) draget paralleller mellem Debussy og Monets marinebilleder.
I denne sammenhæng kan det være værd at henvise til Debussys panteistiske syn på naturen, som han fremlagde i et interview med forfatteren Henry Malherbe i 1911: "Jeg har gjort naturen til min religion. Når jeg i timevis beundrer solnedgangens pragtfulde og evigt forandrende skønhed, overvældes jeg af en enestående følelse. Naturen ses, i al sin uendelighed, sandfærdigt reflekteret i min oprigtige, men svagelige sjæl."

## Inspirationskilder

### Musikalske inspirationskilder
Blandt franske forgængere var Emmanuel Chabrier en vigtigt inspirationskilde for Debussy. Musikolog Roy Howat har påpeget, hvordan Chabriers klaverværker Sous-bois (1810) og Mauresque (1810) udforskede nye lydbilleder, som Debussy gjorde brug af 30 år senere. François Lesure har fundet referencer fra Charles Gounod og Massenet i nogle af Debussys tidlige værker, og har påpeget, at det muligvis var fra de russiske komponister – Tjajkovskij, Milij Balakirev, Rimskij-Korsakov, Aleksandr Borodin og Modest Musorgskij – at Debussy udviklede sin smag for orientalske metoder og farver. Lesure mener også, at Musorgskijs opera Boris Godunov (1868-1873) direkte inspirerede Debussys Pelléas et Mélisande. I Palestrina fandt Debussy, hvad han kaldte "en perfekt hvidhed." Han opfattede Palestrinas musik som streng, men ikke rigid, i modsætning til det 19. århundrede franske kompositionsforståelse. Debussy blev særligt påvirket af Palestrinas arabeskinspirerede værker, som han kaldte "harmonier skabt af melodier."
Debussy anså Chopin for at være "den største [komponist] af dem alle, for gennem klaveret udforskede han alting." Han udtrykte en "respektfuld taknemlighed" for Chopins musik. Debussy var splittet mellem at dedikere sine etuder til Chopin eller François Couperin, som han ligeledes betragtede som et forbillede. Debussy anså sig selv for at være arvtager til de to mestre. Howat advarer mod antagelsen om, at Debussys klaverværker Ballade (1891) og Nocturne (1892) er inspireret af Chopin. I Howats opfattelse er de i højere grad inspireret af Debussys russiske forbilleder, men Chopin fandt dog vej ind i andre tidlige klaverværker såsom Deux arabesques (1889-1891). Da forlæggeren Auguste Durand i 1914 begyndte at genudgive store komponisters værker, fik Debussy til opgave at redigere Chopins partiturer.
Selvom Debussy anerkendte Wagners store betydning, var hans egen inspiration fra Wagner kun kortvarig. Den wagneriske indflydelse kan høres i La Damoiselle élue og Cing poèmes de Baudelaire (1887). Ifølge digteren Pierre Louÿs kunne Debussy "ikke se, hvad der mere kunne gøres [for musikken] end [Wagners] Tristan [und Isolde]," men han indrømmede, at det var svært at kaste "Klingsors alias Richard Wagners" spøgelse helt af sig. Efter denne korte Wagner-periode blev Debussy i stigende grad interesseret i østlig musiks fremmedartede tilgange til komposition. Klaverværket Golliwogg's Cakewalk fra suiten Children's Corner indeholder parodiske referencer til Tristan und Isolde, hvormed Debussy ifølge musikolog Lawrence Kramer endelig undslipper Wagners skygge ved at relativisere hans betydning.
En samtidig inspirationskilde for Debussy var Erik Satie, som ifølge musikolog Roger Nichols var en af Debussys mest trofaste venner. Debussys orkestrering af Saties Gymnopédies (1888) fra 1896 var ifølge Richard Taruskin med til at udbrede kendskabet til Satie. Debussys Pour le piano (1901) er så tydeligt inspireret af Saties Trois Sarabandes (1887), at de to musikere må have været tætte venner, eftersom sidstnævnte værk først blev udgivet i 1911. Debussys interesse for populærmusik afspejles ikke kun i Golliwogg's Cakewalk og andre ragtime-inspirerede klaverstykker såsom The Little Nigar (1909), men også i den langsomme vals La plus que lente (1910), der var inspireret af og skrevet til romaviolinisten Léoni, som Debussy havde mødt på et hotel i Paris.
Debussy havde stærke holdninger til andre komponister end blot sine inspirationskilder. Han var begejstret for Richard Strauss og Igor Stravinskij, anerkendte Wolfgang Amadeus Mozart, og nærede dyb ærefrygt for J.S. Bach, som han kaldte "musikkens gode gud." Han havde et ambivalent forhold til Ludwig van Beethoven, som han kaldte "den gamle døve" og hvis musik han beskrev som "en, der danser på min grav." Ifølge Debussy havde Beethoven ikke vidst, hvordan han skulle udtrykke sig selv, fordi han var "fanget i et net af uophørlige gentagelser og tysk aggression." Han brød sig heller ikke om Franz Schubert, Robert Schumann, Johannes Brahms eller Felix Mendelssohn.
Under 1. verdenskrig udviklede Debussy en patriotisk musikforståelse. Han skrev bl.a. til Stravinskij: "Hvorfor forudså vi ikke, at disse [tyske] mænd planlagde at ødelægge vor kunst, ligesom de planlagde at ødelægge vort land?" I 1915 skrev han: "Vi har ikke haft en rendyrket fransk musiktradition siden [Jean-Philippe] Rameau. Vi har accepteret opblæste orkestre og indviklede former. Vi var endda ved give vor velsignelse til endnu flere af disse suspekte [musikalske] adoptioner, da lyden af kanoner satte en brat stopper for alting." Richard Taruskin mener, at Debussy refererer til Mahler og Arnold Schönberg, der begge var jøder. I 1912 havde Debussy skrevet til sin forlægger om den jødiske komponist Dukas' opera Ariane et Barbe-bleue (1907): "Du har ret. Det er et mesterværk, men det er ikke et fransk mesterværk".

### Litterære inspirationskilder
På trods af sin mangelfulde skolegang var Debussy en ivrig læser, som fandt inspiration i litteraturen. Indførelsen af frie versformer i poesien og subjektets tiltagende ubetydelighed i maleriet inspirerede ham til at gentænke de musikalske former. Debussy var stærkt inspireret af de symbolistiske poeter, som omfattede Verlaine, Mallarmé, Maeterlinck og Arthur Rimbaud. Deres poesi var et opgør med den realisme, naturalisme og objektivisme, der havde præget litteraturen i 1870'erne. De foretrak et suggestivt frem for direkte billedsprog og forsøgte at beskrive subjektive følelser gennem symbolske allegorier, der tog afstand fra den omgivende virkelighed. Debussy havde stor sympati for symbolisternes ønske om at bringe poesien nærmere musikken og blev gode venner med adskillige af bevægelsens hovedskikkelser. Han lagde musik til mange symbolistiske værker gennem sin karriere.
Debussys litterære inspirationskilder var hovedsageligt franske, men han kiggede også mod udlandet. Udover Maeterlincks Pelléas et Mélisande, fandt Debussy også inspiration i William Shakespeare og Charles Dickens til to af sine præludier: La Danse de Puck (1910) og Hommage à S. Pickwick Esq. P.P.M.P.C. (1913). Han lagde musik til Dante Gabriel Rossettis The Blessed Damozel (1850) i sin tidlige kantate La Damoiselle élue. Han skrev også musik til Kong Lear (1603-1606) og planlagde at skrive en opera over Som man behager (1599), men droppede dette projekt, da han rettede sin opmærksomhed mod Maeterlincks stykke. I 1890 begyndte han at arbejde på et orkesterværk inspireret af Edgar Allan Poes Ushers fald (1839) og udfærdigede senere en skitse til en opera baseret på samme digt. Debussy skrev også en skitse til en anden Poe-inspireret opera, Djævelen i klokketårnet (1839). Blandt de franske digtere, hvis ord Debussy satte musik til, kan nævnes Paul Bourget, Alfred de Musset, Théodore de Banville, Leconte de Lisle, Théophile Gautier og François Villon.

## Indflydelse
Debussy er bredt anerkendt som en af det 20. århundredes mest indflydelsesrige komponister. Musikolog Roger Nichols har skrevet, at "en liste over Debussy-inspirerede komponister fra det 20. århundrede er slet og ret en liste over komponister fra det 20. århundrede."
Béla Bartók stiftede bekendtskab med Debussys musik i 1907 og udtalte senere, at "Debussys store bidrag til musikken var at genvække en interesse for harmonikken muligheder."  Debussys brug af heltoneskalaer i Pelléas et Mélisande var en inspirationskilde for Leoš Janáček, da han skrev sin opera Katja Kabanova (1921). Stravinskij, som kendte Debussy personligt, havde et ambivalent forhold til hans musik. Han syntes, at Pelléas et Mélisande var "frygtelig kedelig," men dedikerede sin Symphonies d'instrument à vent (1920) til Debussy.
I kølvandet på 1. verdenskrig opstod den unge franske komponistgruppe Les Six, som forkastede Debussys poetiske og mystiske symbolsprog til fordel for en mere direkte musikstil. Deres selvudnævnte talsperson, Jean Cocteau, skrev i 1918 med tydelig henvisning til Debussy: "Det er slut med skyer, bølger, akvarier, havfruer og natteparfumer." Senere generationer af franske komponister så med mere positive øjne på Debussy. Olivier Messiaen fik som barn partituret til Pelléas et Mélisande og udtalte efterfølgende, at det var som "kærlighed ved første blik, en åbenbaring, og muligvis den største inspiration i mit liv." Pierre Boulez opdagede også Debussys musik som ung og sagde, at det gav ham hans første fornemmelse af, hvordan moderne musik kunne lyde.
Blandt nulevende komponister har George Benjamin beskrevet Prélude à l’après-midi d’un faune som "definitionen på [musikalsk] perfektion." Han har ligeledes dirigeret Pelléas et Mélisande, og musikanmelderen Rupert Christiansen ser tydelige referencer til værket i Benjamins egen opera Written on Skin (2012). Mange komponister har orkestreret Debussys klaver- og vokalværker, heriblandt John Adams' orkestrering af hans Baudelaire-sange (1994), Robin Holloways orkestrering af En blanc et noir (2002) og Colin Matthews orkestrering af alle hans præludier (2001-2006).

## Musik brugt i film
Debussys musik er benyttet i et stort antal film, herunder eksempelvis Abernes Planet: Oprindelsen (2011), The Usual Suspects (1995) og Twilight (2008).